# Testaccio (rione de Roma)
Testaccio es el vigésimo rione de Roma, indicado como R. XX. Su nombre deriva del llamado «monte» (mons Testaceus): 35 metros de fragmentos de vasijas (testae, en latín) y detritos varios que se habían acumulado con el paso de los siglos como residuo de los transportes que usaban el Puerto de Ripa Grande (Emporium). El topónimo indica también la zona urbanística 1D del Municipio Roma I de Roma Capitale.

## Geografía física

### Territorio
Se encuentra en la orilla este (izquierda) del río Tíber. Limita:
- al este con los rioni R. XII Ripa y R. XXI San Saba
- al sur con el barrio Q. X Ostiense
- al oeste con los barrios Q. XI Portuense y Q. XII Gianicolense

## Historia

### ElEmporiumromano
El puerto del Emporium funcionaba desde la época romana, y era el lugar al que llegaban las mercancías y las materias primas (mayoritariamente mármol, grano y vino) que, llegadas por mar al puerto de Ostia, remontaban el Tíber en barcazas remolcadas por búfalos que en 1842 fueron sustituidos con remolques a vapor.
Con los siglos, los fragmentos de las ánforas, que habían contenido grano y líquidos durante su transporte, se acumularon en montículo: de aquí procede el nombre antiguo de monte Testaccio o «monte de los fragmentos», y la elección moderna del ánfora como símbolo del rione. El número de ánforas apiladas se estima en unos veinticinco millones. Las ánforas vacías, que habían contenido sobre todo aceite, se rompían en fragmentos y se disponían ordenadamente en pirámide escalonada para dar estabilidad y eran rociados con cal para evitar los olores debidos a la descomposición de residuos orgánicos.
En los siglos XIII y XIV se celebraba aquí un palio del que procede su otra denominación, Mons de Palio.
El mármol, que dio su nombre a la Via Marmorata, que comunica el Puerto de Ripa con la Porta San Paolo, era el que los romanos continuaron importando de todo el mar Mediterráneo hasta el fin del Imperio, y que en la decadencia de Roma permaneció inutilizado en grandes cantidades, res nullius, durante siglos.

### El Testaccio moderno

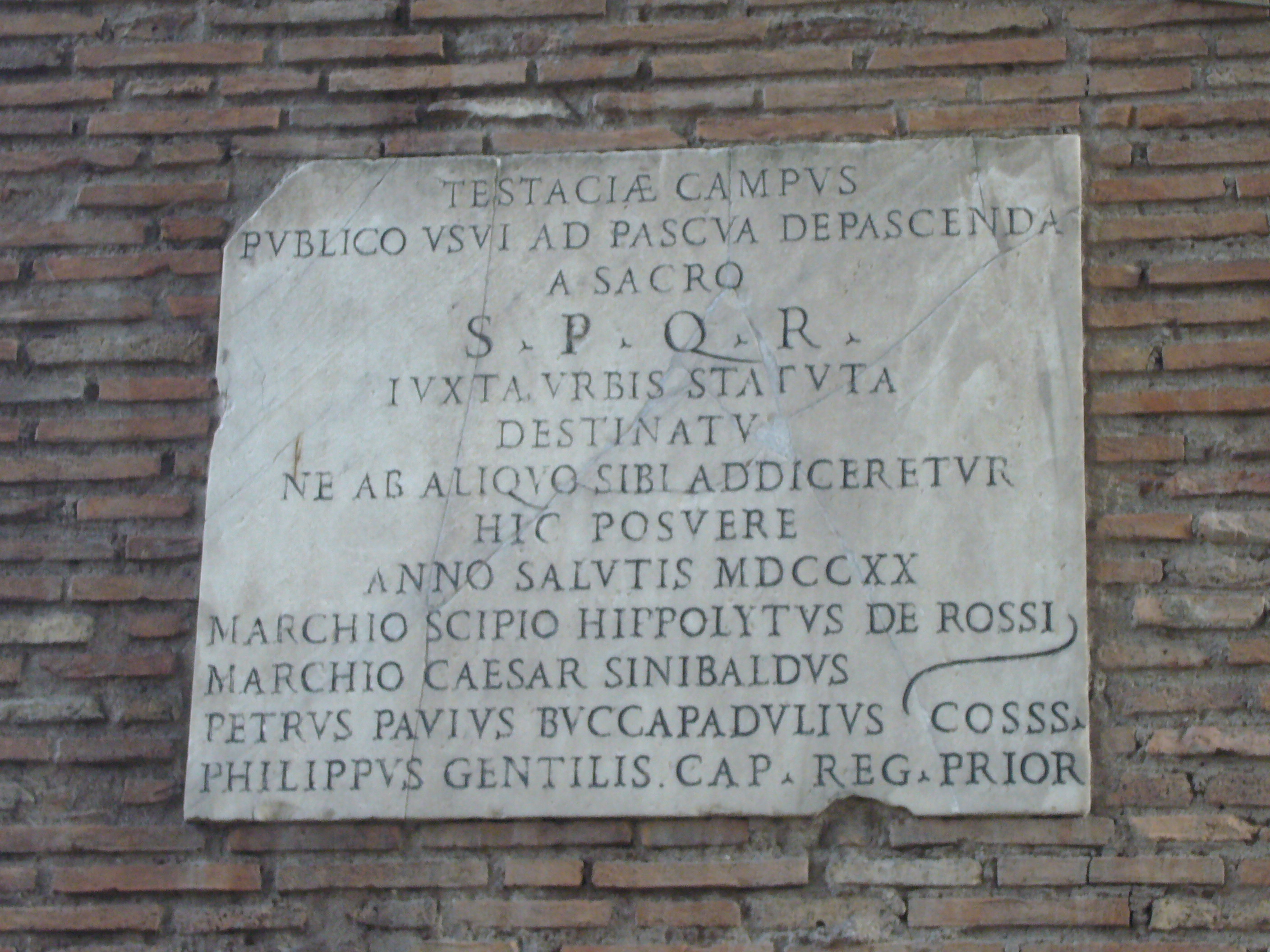
Placa de 1720 que recuerda el uso público de los Prati di Testaccio.

Hasta la reorganización urbana iniciada a partir de 1870, que destinó este territorio y el situado a lo largo de la Via Ostiense hasta la Basílica de San Pablo Extramuros a actividades industriales y servicios «pesados» (ferrocarriles, matadero, mercados generales, fábrica de gas…), la zona estaba poblada por campesinos pobres y pastores, sujeta a las inundaciones del Tíber e infestada por la malaria.
El espacio entre el monte de los fragmentos y las murallas era de uso público, y se llamaba i prati del popolo romano, y los romanos «de ciudad» lo frecuentaban por placer: para ellos eran el destino tradicional de las escapadas del Lunes de Pascua y de las ottobrate.
Testaccio es un ejemplo típico de urbanización industrial, surgida como asentamiento residencial conectado a los lugares de producción: el rione dentro de las murallas surgió, en efecto, como zona residencial destinada a los obreros de las actividades que se fueron instalando a lo largo la Via Ostiense desde finales del siglo XIX. Desde este punto de vista, es un ejemplo único en Roma de urbanización programada.

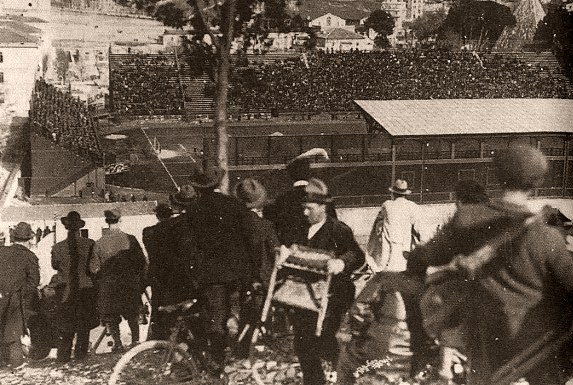
Partido en el Campo Testaccio en los años treinta.

Ya en 1873, el primer plano regulador de Roma capital preveía que la expansión industrial de la ciudad se debía realizar en la zona Ostiense: favorecían esta decisión el territorio plano y la presencia de varias vías de comunicación: la Via Ostiense, el río con el Puerto de Ripa y el ferrocarril.
El rione, en cuanto entidad administrativa, es de institución bastante reciente: fue desgajado en 1921 del grande y poco poblado rione Ripa, aunque el Testaccio tenía una identidad propia desde siempre y no gozaba de muy buena reputación, relacionada precisamente con los tráficos del puerto y de su gente. Todavía en 1884 en una investigación del Ayuntamiento de Roma se leía que Testaccio tenía el récord nacional del consumo de alcohol. El barrio se hizo tristemente conocido en los años ochenta y noventa del siglo XX por ser baluarte de los llamados testaccini, una facción perteneciente a la organización criminal conocida como Banda della Magliana.

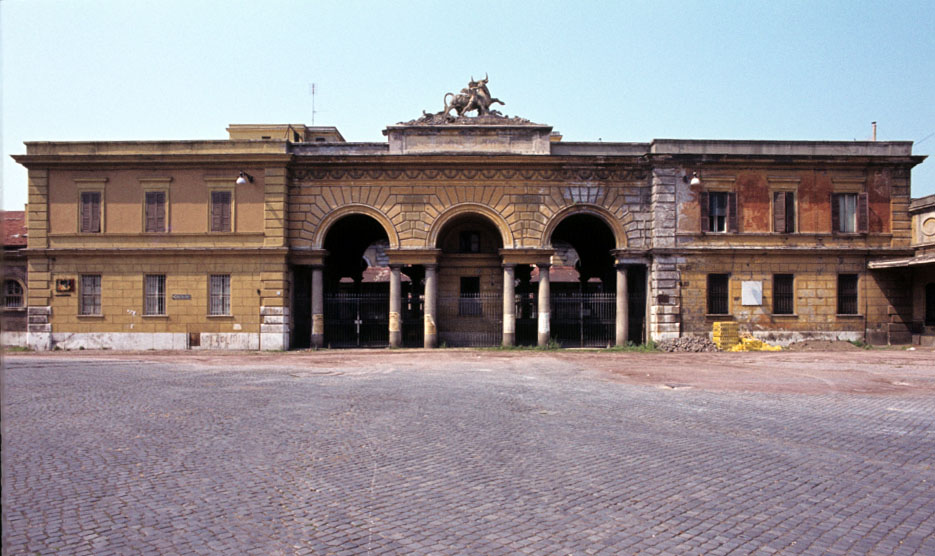
El antiguo matadero de Roma en Testaccio en una foto de 1983.

Rione totalmente popular, además de ser lugar de elección de los pasatiempos y días de campo de los romanos, fue la cuna de la A.S. Roma con su campo de fútbol.

### Testaccio posmoderno
Desde los años sesenta se inicia la eliminación de las grandes instalaciones industriales y de servicios situadas desde principios del siglo XX en la Via Ostiense. En la posguerra de la Primera Guerra Mundial se había iniciado este proceso con el sustancial abandono del puerto fluvial, para continuar en 1963 con la salida de producción de la Centrale Montemartini, la clausura de las oficinas de gas, gradualmente sustituido por metano entre 1960 y 1970, la retirada del Matadero de Testaccio, que se convirtió en 1994 en mercado de carne al por mayor y se trasladó a las nuevas instalaciones de la Via Palmiro Togliatti, para concluir en 2003 con el abandono de los antiguos mercados generales, transformados en Centro Agroalimentare Roma y trasladados fuera del GRA, al municipio de Guidonia Montecelio.
A partir de los años ochenta, el territorio del Ostiense y sus instalaciones productivas históricas fueron primero abandonados al deterioro, posteriormente (aunque lentamente y laboriosamente) sometidos a una radical reconversión de uso: se han instalado la Università degli Studi Roma Tre y nuevos edificios burocrático-administrativos en lugar de una parte de los mercados generales, la central Montemartini se transformó en un museo, en el antiguo matadero se abrió una sección del MACRO y la sede del departamento de Arquitectura de la Università degli Studi Roma Tre, mientras que en el monte de los fragmentos tiene su sede la Scuola Popolare di Musica di Testaccio... Esta evolución ha modificado también al rione contiguo de Testaccio, que se creó históricamente como espacio residencial para los trabajadores de la zona industrial Ostiense y por tanto caracterizado como barrio de obreros y popular, tanto desde el punto de vista sociológico como urbanístico. El golpe de gracia al estado tradicional del rione fue el traslado del histórico mercado municipal de la Piazza Testaccio al nuevo espacio realizado en la Via Galvani (2012). Continuando con esta modernización, las numerosas tabernas y trattorie se han transformado en pubs, friterías y restaurantes, que perpetúan la vocación «de ocio».

## Escudo

Escudo del Testaccio: rojo con un ánfora de oro.

Gules con un ánfora de oro.

## Monumentos y lugares de interés

### Arquitectura civil
- Porta San Paolo,[4] en el Piazzale Ostiense.
- Cementerio protestante,[5] en el Viale del Campo Boario.
- Cementerio de la Commonwealth,[6] en el Viale del Campo Boario.
- Antiguo matadero,[7] en el Largo Giovanni Battista Marzi.

### Arquitectura religiosa

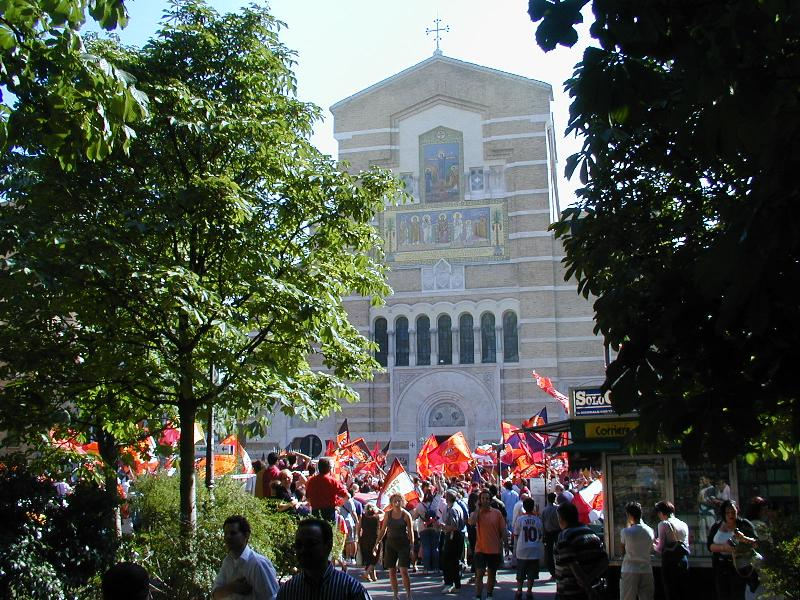
Santa Maria Liberatrice (fiesta por el scudetto de la Roma, junio de 2001).

- Iglesia de Santa Maria Liberatrice, en la Piazza di Santa Maria Liberatrice. Es la iglesia del pueblo de Testaccio. Construida a principios del siglo XX como parroquia del rione, que aún no tenía ninguna, se le transfirió el titulus que había tenido la iglesia de Santa Maria Liberatrice al Foro Romano, demolida en esos años. Se trasladó a la nueva iglesia el altar de la iglesia antigua.
- Iglesia de Santa Maria della Divina Provvidenza, en la Via Alessandro Volta.
- Capilla del cementerio protestante de Roma.

### Sitios arqueológicos
- Arco di San Lazzaro,[8] en la Via Marmorata. 41°52′55″N 12°28′37″E / 41.881959, 12.477058
- Pirámide Cestia,[9] en la Via Raffaele Persichetti.
- Emporium[10]
- Porticus Aemilia[11]
- Horrea Galbana
- Sepulcro de Sulpicio Galba,[12] en la Via Giovanni Branca.

### Otro
- Monte Testaccio[13]

## Museos
- Museo della Via Ostiense, en la Porta San Paolo.
- Museo diffuso del rione Testaccio.

## Geografía humana

### Urbanismo

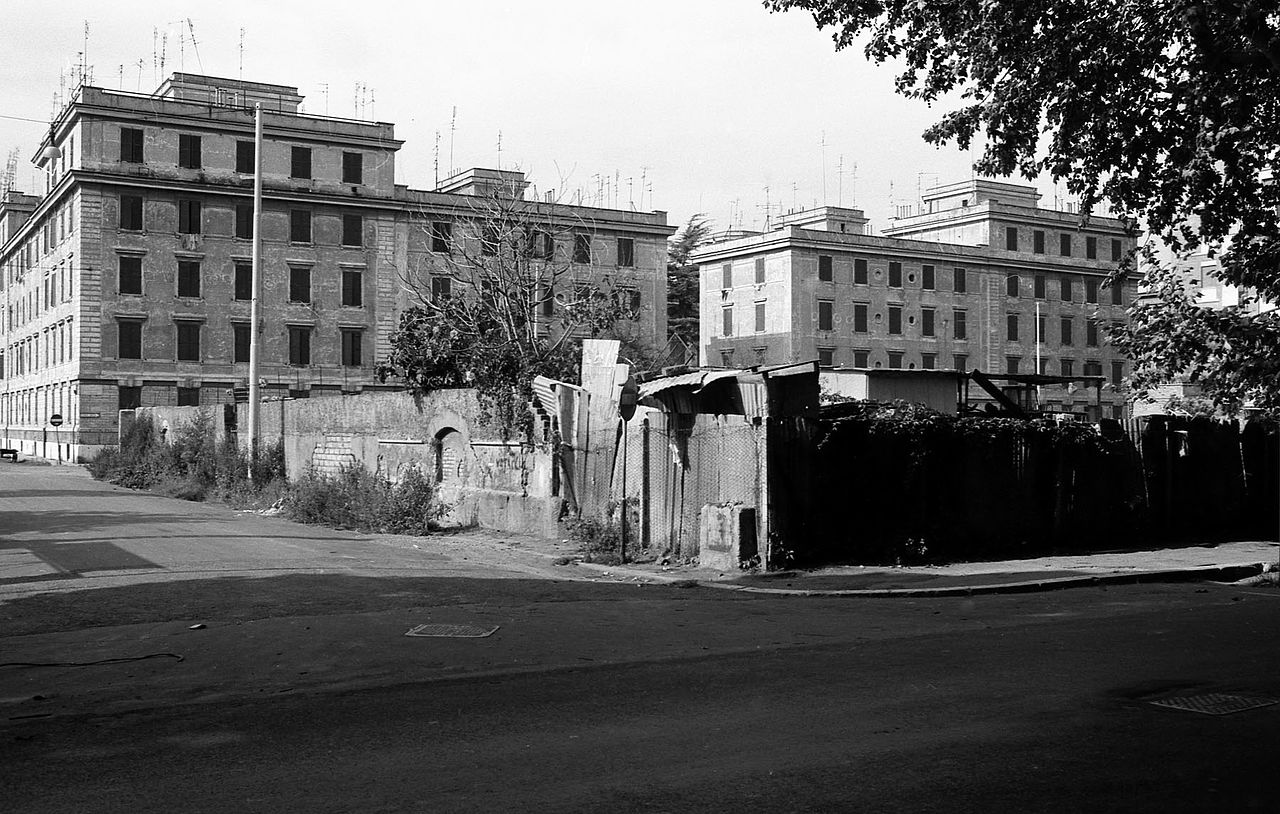
Via Galvani en Testaccio en 1981.

- Piazza Testaccio: es el corazón del rione, hasta hace pocos años sede del gran mercado cubierto. En 2012 el mercado se trasladó a su nueva sede en la Via Galvani, al lado del MACRO.
- Piazza Santa Maria Liberatrice: es el centro social del rione. En esta plaza se sitúan la iglesia de Santa Maria Liberatrice y el Teatro Vittoria; en el centro hay un amplio jardín arbolado dedicado a la familia Di Consiglio, asesinada en las Fosas Ardeatinas.[14]

### Odonimia
- Lungotevere Testaccio
- Via Marmorata, de las piezas de mármol que eran enviadas a Roma desde varias partes del mundo y se colocaban en esta zona en espera de su venta o trabajo.
- Monte Testaccio, monte formado por la acumulación de fragmentos de ánforas depositadas aquí.
- Caio Cestio, pretor romano en honor del cual se construyó un monumento funerario con forma de pirámide.
- Emporio, del antiguo emporium de Roma construido en 574 por el Censore Marco Fulvio.

- Exploradores, navegantes: Ludovico di Vartemà, Orazio Antinori, Gustavo Bianchi, Antonio Cecchi, Romolo Gessi, Pietro Querini, Amerigo Vespucci
- Empresarios: Florio, Raffaele Rubattino
- Ingenieros, científicos: Giovanni Branca, Galileo Ferraris, Beniamino Franklin, Galvani, Alessandro Volta, Nicola Zabaglia
- Familias: Ginori
- Editores, tipógrafos: Giovanni Battista Bodoni, Aldo Manuzio
- Artistas: Luca della Robbia, Paolo Caselli, Lorenzo Ghiberti, Mastro Giorgio, Ottavio Leoni
- Poetas romanescos: Orazio Giustiniani

## Influencias culturales
- El mercado del Testaccio ha inspirado una canción de los Inti-Illimani: El mercado Testaccio, contenida en el álbum Palimpsesto de 1981.